# Jannapalli, Kolar
Jannapalli là một làng thuộc tehsil Kolar, huyện Kolar, bang Karnataka, Ấn Độ.